# Divadlo Jaroslava Průchy
Divadlo Jaroslava Průchy Kladno – Mladá Boleslav bylo profesionální divadlo sídlící současně ve městech Kladno a Mladá Boleslav. Vzniklo v roce 1966 sloučením mladoboleslavského divadla s kladenským, které bylo již od roku 1964 pojmenováno po herci Jaroslavu Průchovi. Ke sloučení divadel došlo z iniciativy Antonína Dvořáka, který zastával funkci ředitele obou divadel. Jeho původní vizí bylo sloučení všech divadelních scén zřizovaných středočeským krajským národním výborem, nakonec však došlo pouze ke sloučení divadel v Kladně a Mladé Boleslavi. Divadlo Jaroslava Průchy fungovalo až do roku 1994 (od roku 1990 pod názvem Středočeské divadlo Kladno a Mladá Boleslav), kdy se z iniciativy mladoboleslavské radnice rozdělilo na Středočeské divadlo Kladno a Městské divadlo Mladá Boleslav.

## Scény
Ředitelství divadla sídlilo v Kladně, stejně jako administrativní zázemí a umělecký soubor. Mladoboleslavské divadlo sloužilo jako pobočná scéna, na níž se odehrálo jen několik premiér za sezónu. Plánovala se postupná generální rekonstrukce všech divadelních prostor, nakonec však došlo jen k opravě mladoboleslavského divadla v letech 1977–1985. Během této doby vystupoval soubor v mladoboleslavském kulturním domě. Roku 1981 byla navíc v suterénu rekonstruovaného divadla otevřena alternativní Malá scéna. Celkově hrálo Divadlo Jaroslava Průchy na pěti stálých scénách (v obou městech šlo o hlavní divadelní budovu a malou scénu, v Kladně byl navíc divadelní klub). V letních měsících hrálo divadlo pravidelně také na nádvoří hradu Karlštejn, kde byly každoročně provozovány hry Noc na Karlštejně (Jaroslav Vrchlický), od roku 1968 pak Karlštejnská romance Antonína Dvořáka a Františka Viceny. V sedmdesátých letech na tuto tradici navázaly letní hry na hradě Křivoklát, od roku 1976 se v letních měsících hrálo v prostorách pražské Maltézské zahrady.